# 麥芽糊精
麥芽糊精（英語：Maltodextrin）是一種食物添加劑，屬多醣的一種。以澱粉原料經酵素轉化而成。

## 用途
麥芽糊精有乳化、增稠和填充作用，可改善生產食品的產品外觀。